# آبشار لودح
آبشار لودح (به انگلیسی: Lodh Falls) آبشاری است که در جارکند. هند واقع شده و ارتفاع کلی ریزشگاه آن ۱۴۳ متر (۴۶۹ فوت) است.